# جوزف سی. اس. بلکبرن
جوزف سی.اس. بلکبرن (به انگلیسی: Joseph Clay Stiles Blackburn) سناتور سابق عضو حزب دموکرات ایالات متحده آمریکا بود. وی در سال ۱۸۸۵ تا ۱۸۹۷ و ۱۹۰۱ تا ۱۹۰۷ میلادی سناتور ایالت کنتاکی در سنای ایالات متحده آمریکا بود.